# Khanat de Boukhara
1599–1920
Entités précédentes :
- Chaybanides

Entités suivantes :
- République soviétique populaire de Boukhara
- Beylicat de Mastchoh

Le khanat de Boukhara (en persan : خانات بخارا; ouzbek : Buxoro Xonligi) est un ancien État d'Asie centrale majoritairement persophone fondé au début du XVIe siècle par la dynastie des Chaybanides, dont la capitale était Boukhara (actuellement en Ouzbékistan), et qui englobait aussi la ville de Samarcande. Il a occupé le territoire entre les fleuves Amou-Daria et le Syr-Daria, connu autrefois comme la Transoxiane. Tout comme les khanats voisins de Khiva et de Kokand, il est issu de la dislocation du khanat de Djaghataï.

## Le khanat
Le khanat atteint son étendue la plus grande et son influence la plus importante sous l'avant-dernier souverain chaybanide, Abdoullah Khan II. Au XVIIIe siècle, le khanat est gouverné par la dynastie des Djanides après avoir destitué les autres descendants de Djötchi.
La conquête de Nader Chah en 1740 amène son règne éphémère qui dure jusqu'à sa mort en 1747. Après sa mort, le khanat est gouverné par les descendants de l'émir ouzbek Khudayar Bi qui exerce la fonction d'ataliq (premier ministre) auprès du Khan. L'un de ses descendants, Shah Mourad prend le pouvoir effectif en 1785 à la mort d'Aboul-Ghazi, dernier khan djanide et transforme le khanat en émirat de Boukhara.

## L'émirat
En 1868, l'émirat de Boukhara est annexé en grande partie — y compris l'importante ville de Samarcande — par l'Empire russe. En 1873, le reste de l'émirat devient un protectorat russe, et se trouve inclus dans le gouvernement général du Turkestan.
Peu après la révolution d'Octobre, après la prise de Boukhara par l'Armée rouge le 2 septembre 1920, il perd définitivement son indépendance pour former la république populaire soviétique de Boukhara qui deviendra la république soviétique socialiste de Boukhara le 19 septembre 1924 avant d'intégrer, le 27 octobre 1924, la RSS d'Ouzbékistan (dans sa grande partie). Aujourd'hui, le territoire de l'émirat défunt se situe essentiellement en Ouzbékistan, avec des parties au Tadjikistan, au Turkménistan et au Kazakhstan. Il s'est également étendu dans le passé, entre 1793 et 1850, au nord de l'Afghanistan. Les langues que l'on y parlait étaient l'ouzbek, le turkmène, le persan, le tadjik, le dari et le boukhori ; aujourd'hui le persan, le dari et le boukhori ont disparu[réf. nécessaire], mais on y parle aussi le russe que tout le monde comprend[réf. nécessaire].

## Souverains de Boukhara

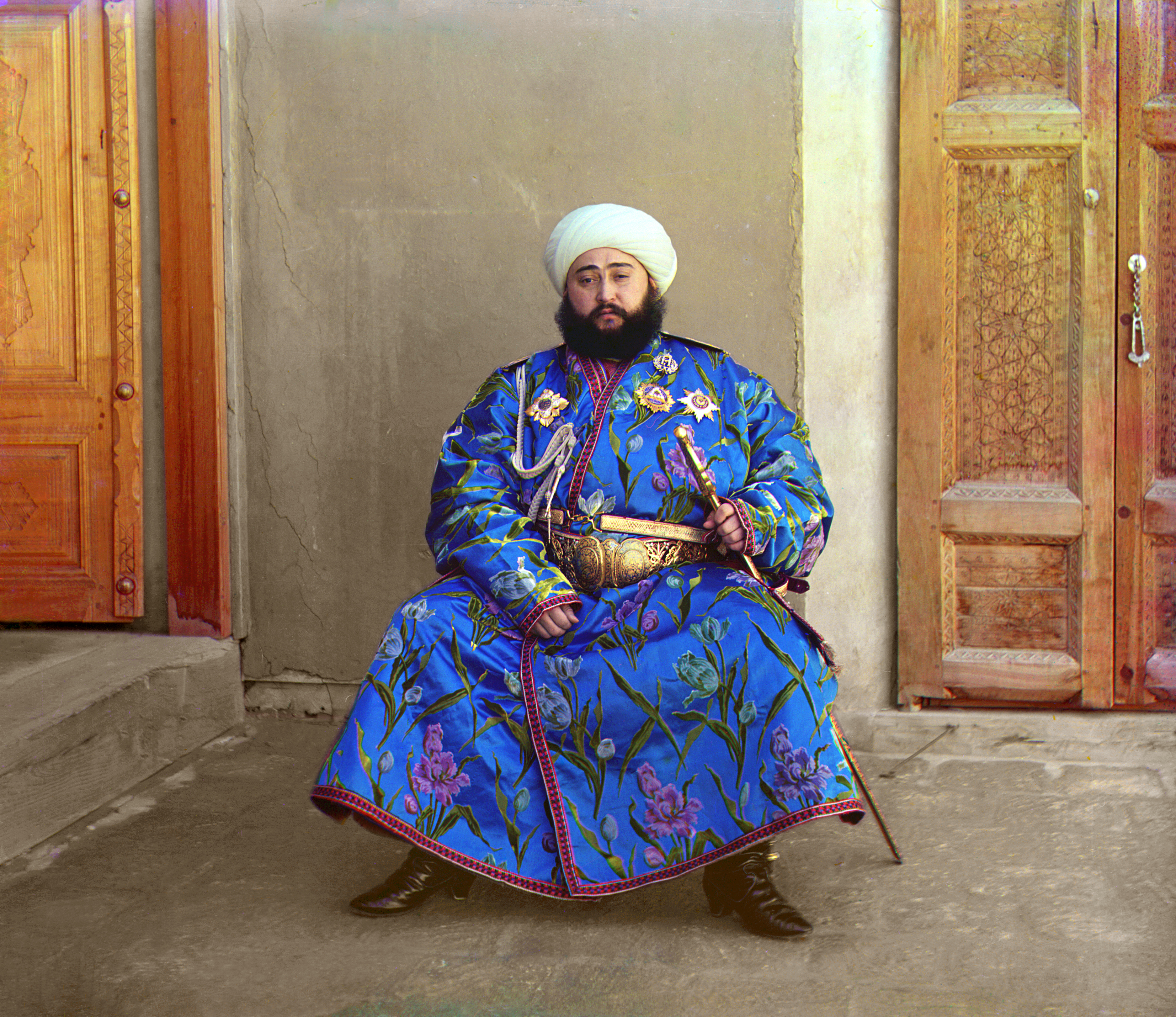
Mohammed Alim Khan (1880-1944), dernier émir du Boukhara. Photo de Prokoudine-Gorski.

### Khan
- début XVIe siècle : Mohammad Chaybani
- 1583-1598 : Abdullah Khan II
- 1740-1747 : Nader Chah, règne par l'intermédiaire de son gouverneur Moukhammad Rakhim
- 1747-1758 : Moukhammad Rakhim Khan

### Émir
- 1860-1885 : Mouzaffaredine
- 1911-1920 : Mohammed Alim Khan